# Janowiec
Janowiec è un comune rurale polacco del distretto di Puławy, nel voivodato di Lublino.
Ricopre una superficie di 79 km² e nel 2004 contava 3 611 abitanti.